# Sergio Carcano
Sergio Carcano (Varese, 1º marzo 1966) è un ex ciclista su strada italiano, professionista dal 1989 al 1991. Ottenne un'unica vittoria fra i professionisti e colse alcuni piazzamenti, fra cui il quarto posto alla Tre Valli Varesine 1990.

## Palmarès
- 1988 (Dilettanti, G.S. Gloria-Caffè Cuoril Piacenza)

Montecarlo-Alassio
2ª tappa Giro delle Regioni (Tarquinia > Arcidosso)
Classifica generale Giro delle Regioni
Freccia dei Vini
- 1991 (Italbonifica, una vittoria)

2ª tappa Settimana Ciclistica Bergamasca (Sondrio > Poggiridenti)

### Altri successi
- 1989 (Ariostea)

3ª tappa Giro d'Italia (Villafranca Tirrena > Messina, cronosquadre)

## Piazzamenti

### Grandi Giri
- Giro d'Italia

1989: ritirato
1990: 99º
1991: 46º